# エアロゲル

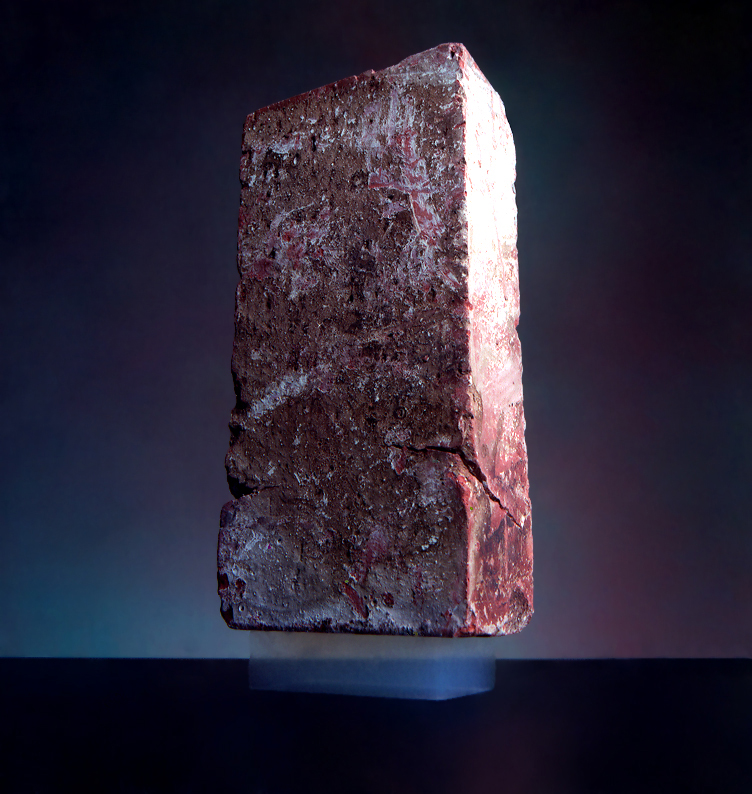
たった2 gのエアロゲルの小片が、2.5 kgのブロックを支える。

エアロゲル（英: aerogel）は、ゲル中に含まれる溶媒を超臨界乾燥により気体に置換した多孔性の物質である。
エアロゲルのうち、よく知られているシリカエアロゲルは非常に低密度の固体で、高い断熱性など際だった特性をもつ。半透明な外見から「凍った煙」や「固体の煙」などと呼ばれることもある。

## 概要
エアロゲルは、収縮を起こすことなくゼリーに含まれる水分を気体に置き換えられるか、というチャールズ・ラーンドの課題に挑戦した、スティーブン・キスラーにより1931年に発明され、ネイチャーで発表された。最初に置換に成功した物質はシリカゲルだったが、同じ論文の中でケイ素、アルミナ、酸化クロム、酸化スズも報告されている。その後、さまざまな物質で作製されるようになった。カーボンエアロゲルは1989年に発明された。

## 特徴

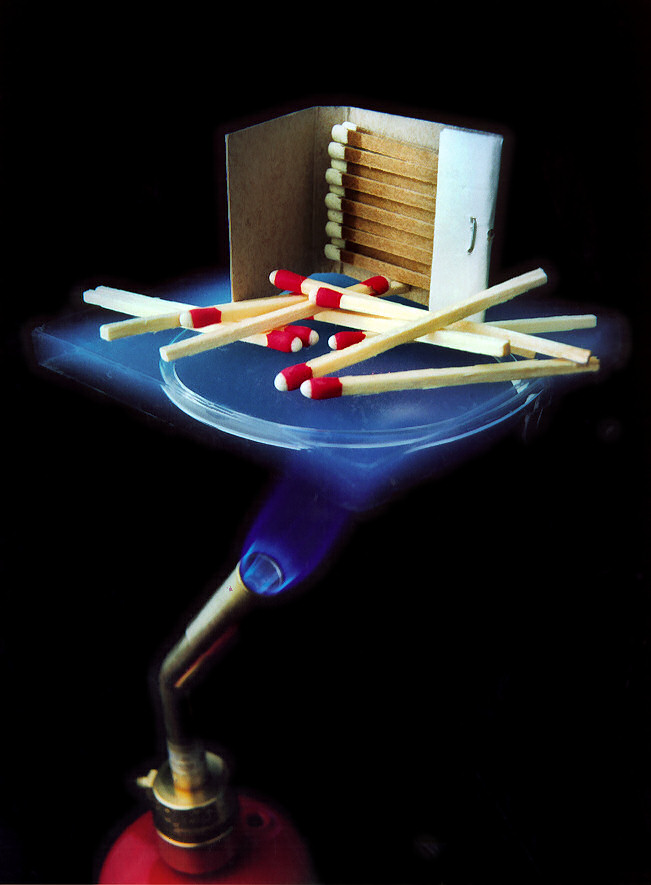
エアロゲルの断熱特性の実演。

### シリカエアロゲル
一般的なシリカエアロゲルは二酸化ケイ素の骨格と90 - 98 %の空気で構成され、密度は10 - 150 mg/cm3のものが多い。もっとも低密度の固体として記録されているのはアメリカのローレンス・リバモア国立研究所により作られたシリカエアロゲルで、1.9 mg/cm3の密度、水の1 / 530の比重を記録した。触ると発泡スチロールのような感触がある。一軸方向にやさしく押しただけでは跡を残さないが、強く押すと元に戻らないへこみを生じる。十分に強く押すとガラスのように粉々に崩壊する。壊れるときは粉々になる一方で、自重の2,000倍もの重さを支える強度をもつものもある。曲げに対しては非常に脆く、すぐに折れる。
内部は網目状の微細構造となっており、透明なものでは数2 - 20 nmの球状体が結合したクラスター構造をしている。このクラスターにより形成される骨格間には、100 nmに満たない細孔があり、三次元的の微細な多孔性の構造をしている。密度と平均的な細孔の大きさは作製時に制御できる。
シリカエアロゲルは非常に低い熱伝導率（およそ0.017 W/(m·K)）を持ち、優れた断熱性を示す。融点は1,200 ℃。この高い断熱性は、熱が伝わる方法である対流、伝導、放射の3方法のほとんどを遮断することにより実現している。対流による伝熱は、細孔径が空気の平均自由行程より小さく、対流できないことにより抑制され、伝導による伝熱は、シリカエアロゲルの場合、原料である二酸化ケイ素の熱伝導性が低いことにより抑制される（金属エアロゲルの場合、固相の伝熱により熱伝導抑制効果はシリカエアロゲルに劣る。）。シリカエアロゲルは赤外線を良く吸収する。建築物に使えば、太陽熱の入射を抑えたまま採光することができる。カーボンなどを混ぜればよりよく赤外線を吸収するため、カーボンファイバーを加えたシリカエアロゲルなども研究されている。
シリカエアロゲルは表面のヒドロキシ基により親水性が高く、強力な乾燥剤としての特性ももつ。化学処理を施すことにより疎水性にすることもできる。水分を吸着すると収縮など構造変化を起こして透明度が劣化するが、疎水性にすることで劣化を防ぐことができる。内部まで疎水性のあるエアロゲルは表面だけを疎水性に処理したものに比べ、表面より深い傷がついても劣化を防止できる。また、ウォータージェットを使用できるため、加工が容易になる。
近年は、二酸化ケイ素の分子ネットワークにメチル基などの有機鎖を導入し、処理なしでも高い疎水性をもつ有機－無機ハイブリッドエアロゲルも研究されている。これらのエアロゲルは純粋な二酸化ケイ素からなるものとは異なった物性を示す。高い柔軟性をもち、超臨界乾燥を使わずに乾燥させることができるものも作られている。また、エポキシ樹脂などの有機ポリマー分子レベルで複合化させれば曲げに対しても強くなる。
シリカエアロゲルはほとんど空気からできているため、外見は半透明状である。見かけの色は、可視光の短波長部がナノサイズの格子構造によりレイリー散乱することにより決まる。このため黒っぽい背景に置くと青みを帯び、明るい背景では白く見える。
ギネスブックでは、シリカエアロゲルは物質として、最良の断熱物質、最小密度の物質など15項目の記録をもつ。

### カーボンエアロゲル
ナノサイズ分子の共有結合から構成され、高い気孔率（50%以上。細孔径は100 nm以下）をもつ。表面積は400 - 1000 m2/g以上におよぶ。
不織炭素繊維にレゾルシノール・ホルムアルデヒド・ゲル（RFゲル）をしみ込ませ、熱分解させるなどして作られた合成紙状のエアロゲルは、コンデンサーの電極や脱イオン化電極として応用される。約800 m2/g以上におよぶ大きな比表面積を利用して、数千ファラドにおよぶ大容量コンデンサ（スーパーキャパシタ）の製造に使用される。容量104 F/gおよび77 F/cm3を達成した例も報告されている。
カーボンエアロゲルを構成するグラファイトは250 nmから14.3 µmの波長では光を0.3 %しか反射せず、太陽熱を集めるのに効率が良い。また導電性がある。黒鉛粒子の代わりにカーボンナノチューブで作られたカーボンエアロゲルは、高弾性率をもつ。これらはケブラーより強い炭素繊維に紡ぐことができ、特異な電気特性をもつ。

### アルミナエアロゲル
アルミナエアロゲル、とくに他の金属を加えられたものは触媒として利用されている。ニッケルと組み合わせたニッケル-アルミナ・エアロゲルなどがよく研究されている。
超高速粒子を捕らえるためにNASAが使用したガドリニウムとテルビウムでドープされたしたエアロゲルは、衝突した箇所で衝突速度に相応する蛍光を発した。

### その他
SEAgelは寒天から作られた有機的なエアロゲルで、味と硬さは米から作った餅に似ている。

## 応用

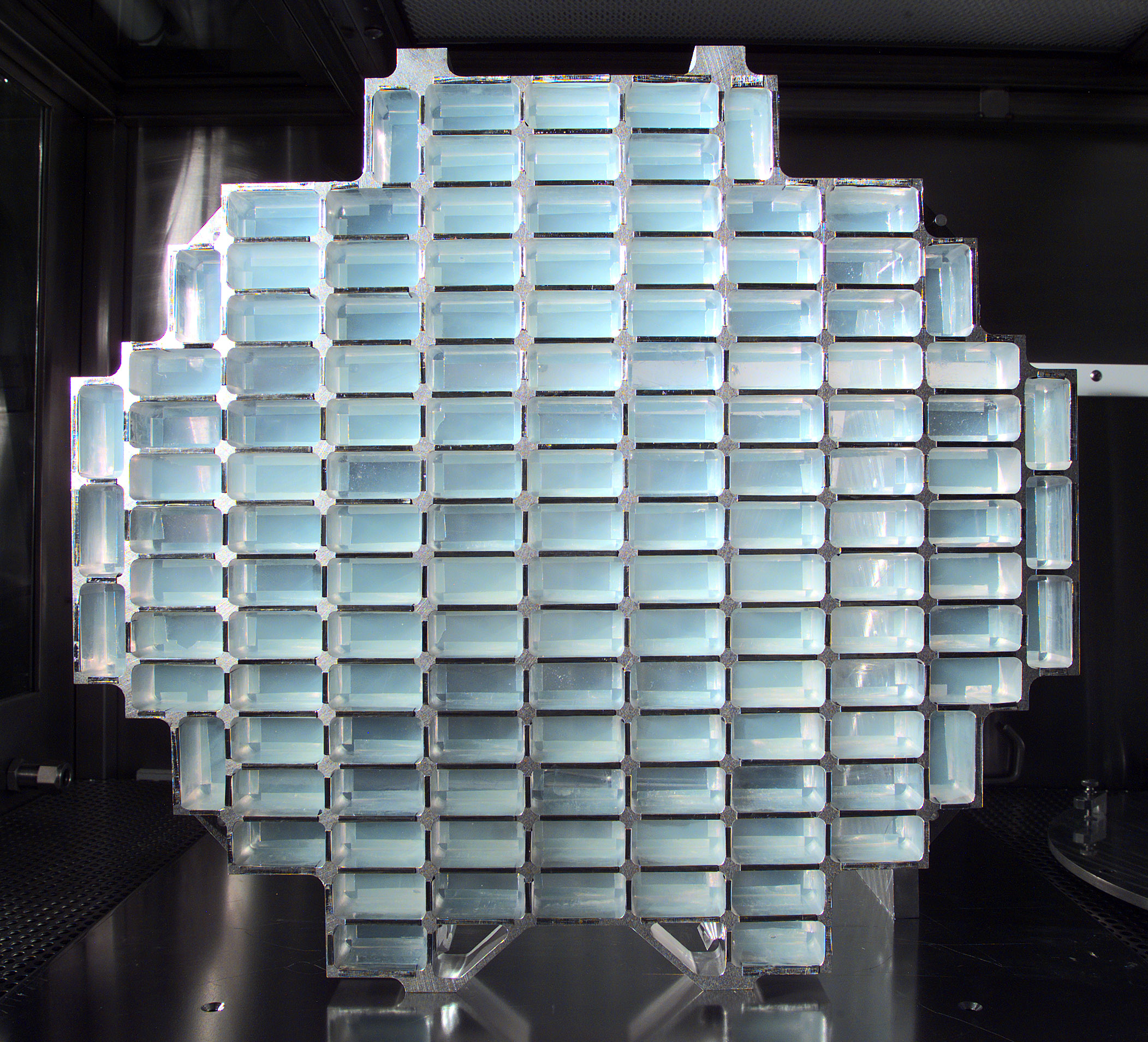
エアロゲルのブロックによるスターダスト探査機の宇宙塵捕捉装置 (NASA)

エアロゲルはさまざまな用途に応用が期待されているが、製造コストの高さや脆さにより普及していない。粒状のシリカエアロゲルを詰め、高い断熱性をもつ天窓として使用する例などがある。
ウィスコンシン大学のZero-Gエアロゲル研究チームは航空機による無重力実験の結果、無重力状態でシリカエアロゲルを生成すると、より均一な大きさの粒子を作り出し内部におけるレイリー散乱を抑えることができることを確認した。この方法を使えば、シリカエアロゲルの色をよりいっそう透明に近づけることができる。この透明なシリカエアロゲルを窓の断熱に使えば、その建物の熱の損失を著しく抑える効果を期待できる。
多孔性で表面積が広いことから吸着効果が期待でき、化学的吸着剤にも応用できる。また、触媒への応用も検討されている。不純物をドープしたり、他材料とハイブリッド化して構造を強化するなどの研究が行われている。
シリカエアロゲルと繊維強化材とのハイブリッド素材が毛布として2000年ごろから市販用製造されている。ハイブリッド化により、脆いエアロゲルを丈夫かつ柔軟性のある材質に変えることができた。機械的および熱的特性は、ハイブリッド化に使う強化繊維の種類や微細構造の大きさ、不透明化としての着色料を選択することにより、変えることができる。
NASAはスターダスト探査機においてエアロゲルを宇宙塵の捕捉装置として使用し、ヴィルト第2彗星の塵を捕捉することに成功した。通常、宇宙塵は探査機との衝突によって蒸発するが、エアロゲルを使用することにより蒸発させずに捕捉できる。ほかにも、火星探査機および宇宙服の断熱材として使用した。
素粒子物理学分野では、チェレンコフ光検出器として使用されている。つくば市、高エネルギー加速器研究機構 (KEK) の筑波実験棟にあるベル検出器のエアロジェルカウンターは、このような応用のひとつである。検出器にエアロゲルを使用する理由は、低屈折率をもつ透明な物質、というベル実験に必要な条件を満たすことによる。実験において判別される1 - 3.5 GeV/cの領域の運動量をもつK中間子とパイ中間子でチェレンコフ光を発生させるためには、屈折率1.02 - 1.05の物質を必要とする。通常、この屈折率は液体と気体の中間であり、低温液体や圧縮気体を使用しても実現が難しい。
レゾルシノール・ホルムアルデヒド・エアロゲル（フェノール=ホルムアルデヒド樹脂に化学的性質が似ているポリマーからなる）は、カーボンエアロゲル製造時の前駆体や、大きな表面積が必要な場合に有機的な断熱材として使われる。他の有機物ポリマーに比べ、比表面積が非常に大きいのが特徴である。
金属エアロゲルのナノ複合材は、湿潤ゲルに貴金属や遷移金属などイオンを含む溶液をしみ込ませることにより得られる。湿潤ゲルは、ガンマ線の照射などによりナノ粒子を析出する。このような複合材料の用途として、たとえば触媒、センサー、電磁遮蔽、廃棄物処理がある。ナノサイズの炭素-白金触媒は、燃料電池としての応用を目指して研究されている。

## 作製方法

### シリカエアロゲル
シリカエアロゲルはコロイド状の二酸化ケイ素で作られた湿潤ゲルを、超臨界乾燥することによって作られる。
シリカエアロゲルの作製は、エタノールのような溶媒にオルトケイ酸テトラエチルなどのケイ素アルコキシド前駆体を混合し、加水分解・重縮合させることから始まる。その後、超臨界流体を用いて溶媒を湿潤ゲルから取り除く。ゲル内部の溶媒をまずアセトンなどに置換し、次に二酸化炭素を臨界点上に導くことにより行われることが多い。液体アセトンなど適切な溶媒を使用することにより、よい勾配溶離を実現できる。
湿潤ゲル中のすべての液体を、ゲルの構造を損なうことなく気体と置換することにより完成する。

### ポリマーエアロゲル
代表的なポリマーエアロゲルであるレゾルシノール・ホルムアルデヒド・エアロゲル（RFエアロゲル）は、レゾルシノールとホルムアルデヒドを共重合させてゲル化させ、超臨界乾燥を行うことによって作製される。

### カーボンエアロゲル
カーボンエアロゲルは、RFエアロゲルなどポリマーエアロゲルからその炭素構造を残しつつ、不活性ガス中で炭化処理・賦活処理することにより作製される。塊状、粉状、合成紙状として市販されている。